# Oranje rotshaan
De oranje rotshaan (Rupicola rupicola) is een zangvogel uit de familie van de cotinga's (Cotingidae).
Naamgeving: 'haan' in de naam komt van het mannetje, dat wel het voorkomen van een haan heeft en zeker hanig vechtgedrag vertoont; het vrouwtje is verantwoordelijk voor 'rots' in de naam, want zij nestelt en broedt haar eieren uit in beschermde nissen in de rotsen.

## Kenmerken
De vogel heeft de grootte van een duif en, zoals de naam al aanduidt, heeft de, mannelijke, vogel een oranje verenkleed. De vleugels zijn scherp afgelijnd, zodat het lijkt of de vogel met een schaar is bijgewerkt. Het vrouwtje heeft een grauw bruin verenkleed om haar te beschermen tegen roofdieren. Beide geslachten hebben een altijd rechtopstaande kuif.
De rotshaan is een van de weinige vogels, die complex sociaal baltsgedrag vertonen in leks. Een Lek  is een plaats waar een groep mannelijke vogels in competitie samenkomen, en dat gebruikt wordt voor hofmakerij en paringsrituelen. 

## Gedrag
Het mannetje kan zich geheel wijden aan hofmakerij en vechten met rivalen; dit kon plaatsvinden omdat de mannetjes voor de jongen geen voedsel hoeven te vergaren omdat er in het regenwoud fruit in overvloed is. Het vrouwtje zoekt een plaats voor een nest, bouwt het nest, broedt de eieren uit en voedt de jongen op. Het enige moment dat man en vrouw elkaar zien c.q. treffen is tijdens hofmakerij en paring.
Hofmakerij en paring vindt plaats rond een centrale open plek van ongeveer 1 meter doorsnede. Door de open plek zullen eventuele roofdieren lang van tevoren gespot zijn. Ieder mannetje waakt over en verdedigt op, of laag bij, de grond zijn eigen territorium dat ongeveer 60 cm rond om zich heen beslaat en in de hoogte ongeveer 1,5 m is. De mannetjes strijden om de beste plek om vrouwtjes het hof te maken. Elk mannetje kent zijn eigen plek maar wanneer een plek vrijkomt, doordat een vogel overlijdt kunnen, 2 mannetjes hevige gevechten uitvoeren om dat plekje te bemachtigen.
De beste plek en de beste hofmakerij bepalen het aantal paringen dat elk mannetje uitvoert. Meerjaars studie wees uit dat één enkele vogel gedurende 3 achtereenvolgende jaren 30% van de paringen voor zijn rekening nam. Meer dan de helft van de andere mannetjes kwam in het geheel niet aan paring toe.
Omdat ze dicht op elkaar zitten komen gevechten veelvuldig voor. Gevechten tussen mannetjes gaan door tot er één wint. Eén gevecht kan 3 uur achtereen voortduren; uitgeput en hijgerig rusten ze uit en beginnen dan een volgend gevecht.
Mannetjes staan voortdurend op de uitkijk voor de vrouwtjes, die boven hen zweven. Door vleugelklappen en roepen proberen mannetjes een vrouwtje te verlokken. Het mannetje springt van zijn 'stokje', komt met een klap op de grond en klapwiekt om het vrouwtje te imponeren. Het ritueel vraagt dat hij met zijn achterste naar het vrouwtje toe staat, voortdurend fladdert met de vleugels en voortdurend roept om haar te verlokken.
Het vrouwtje zweeft boven de mannetjes, landt op de centrale plek en kijkt aandachtig naar de mannetjes en hun ritueel. Zij bekijkt het geheel gemiddeld 5 dagen lang, voordat zij toestemt te paren.

## Verspreiding
Deze vogelsoort leeft in het tropisch regenwoud in afgelegen gebieden van Colombia, Venezuela, Frans Guyana, Guyana, Suriname en noordelijk van de Amazone rivier in Brazilië. Hij wordt onder andere in het Lelygebergte gevonden.

## Status
De grootte van de populatie is niet gekwantificeerd maar de soort wordt omschreven als schaars en met een versnipperde verspreiding. Op de Rode lijst van de IUCN heeft deze soort de status niet bedreigd.